# Nižný Hrabovec
Nižný Hrabovec je obec na Slovensku, v okrese Vranov nad Topľou v Prešovském kraji.
V roce 2020 zde žilo 1 640 obyvatel.

## Poloha
Obec leží na terasách Ondavy ve výběžku Východoslovenské nížiny v nadmořské výšce 111–236 m, střed obce leží ve výšce 31 m n. m. Západní část území, které je většinou odlesněné, tvoří niva, která přechází do Pozdišovské pahorkatiny, která je ve vyšších polohách zalesněná.

## Sousední obce
Nižný Hrabovec je obklopen sousedními obcemi Kučín na severu, Strážske na severovýchodě, Pusté Čemerné na jihovýchodě, Poša na jihu, Dlhé Klčovo na jihozápadě a Hencovce na západě.

## Znak
Přestože existuje otisk historického pečetidla z druhé poloviny 19. století s vyobrazením psa a jehněte, má obec nový znak, který vychází z slovanského názvu obce a stejnojmenného potoka.
Ve znaku je umístěn habr (slovensky hrab), zvlněný pás je pak potok, který teče přes obec. Znak se řadí mezi mluvící znamení a jeho autorem je Ján Kyzling.
Blason: Ve stříbrném štítu ze zeleného pažitu se stříbrným pruhem vyrůstá zelený habr.